# Stanisław Oślizło
Stanisław Oślizło (* 13. listopadu 1937, Wodzisław Śląski) je bývalý polský fotbalista, obránce.

## Fotbalová kariéra
Hrál za Odru Wodzisław Śląski, Górnik Radlin a Górnik Zabrze. S Górnikem Zabrze získal sedmkrát mistrovský titul a šestkrát vyhrál pohár. V Poháru mistrů evropských zemí nastoupil ve 30 utkáních a dal 1 gól a v Poháru vítězů pohárů nastoupil v 17 utkáních a dal 1 gól. Za polskou reprezentaci nastoupil v letech 1967-1971 v 57 utkáních a dal 1 gól. V roce 1970 byl kapitánem týmu při finálovém utkání Poháru vítězů pohárů proti týmu Manchester City FC. Dne 20. listopadu 1963 při utkání Poháru mistrů evropských zemí mezi Górnikem Zabrze s Duklou Praha jeho úder loktem do hlavy předčasně ukončil kariéru jednoho z největších talentů české kopané všech dob Rudolfy Kučery.

## Ligová bilance
| Ročník              | Zápasy | Góly | Klub          |
| ------------------- | ------ | ---- | ------------- |
| 2. polská liga 1956 | -      | -    | Górnik Radlin |
| Ekstraklasa 1957    | -      | -    | Górnik Radlin |
| 2. polská liga 1958 | -      | -    | Górnik Radlin |
| Ekstraklasa 1959    | -      | -    | Górnik Radlin |
| Ekstraklasa 1960    | 21     | 0    | Górnik Zabrze |
| Ekstraklasa 1961    | 25     | 0    | Górnik Zabrze |
| Ekstraklasa 1962/63 | 38     | 1    | Górnik Zabrze |
| Ekstraklasa 1963/64 | 23     | 2    | Górnik Zabrze |
| Ekstraklasa 1964/65 | 24     | 0    | Górnik Zabrze |
| Ekstraklasa 1965/66 | 20     | 0    | Górnik Zabrze |
| Ekstraklasa 1966/67 | 25     | 0    | Górnik Zabrze |
| Ekstraklasa 1967/68 | 25     | 0    | Górnik Zabrze |
| Ekstraklasa 1968/69 | 21     | 0    | Górnik Zabrze |
| Ekstraklasa 1969/70 | 18     | 0    | Górnik Zabrze |
| Ekstraklasa 1970/71 | 24     | 0    | Górnik Zabrze |
| Ekstraklasa 1971/72 | 22     | 0    | Górnik Zabrze |
| Ekstraklasa 1972/73 | 8      | 0    | Górnik Zabrze |
| CELKEM Ekstraklasa  | -      | -    |               |